# Neutralitetsvagt
Neutralitetsvagt er neutral militær tilstedeværelse for at sikre, at neutrale territorier ikke bliver invaderet eller brugt til et andet lands fordel, samt forhindre at fjender kommer i kamp på neutrale territorier. En neutralitetsvagt kan blandt andet bruges til at forhindre, at styrker passerer neutrale områder for at nå fjenden, eller for at opnå en fordelagtig position i forhold til fjenden.
Et kendt eksempel, hvor neutralitetsvagter var involveret, er Altmark-affæren fra begyndelsen af 2. verdenskrig i Norge (før Norge blev invaderet).